# Joshua John Ward
Joshua John Ward (* 24. November 1800 auf der Brookgreen-Plantage im Georgetown County, South Carolina; † 27. Februar 1853 ebenda) war ein US-amerikanischer Politiker. Zwischen 1850 und 1852 war er Vizegouverneur des Bundesstaates South Carolina.

## Werdegang
Joshua Ward war der Sohn des Plantagenbesitzers Joshua Ward und Elizabeth Cook. Er wurde auf der Plantage seines Vaters am Waccamaw geboren. Er studierte am South Carolina College, danach schenkte ihm sein Vater eine Plantage mit 100 Sklaven. 1825 heiratete Ward Joanna Douglass Hasell, mit der er sieben Töchter und drei Söhne hatte. Er war der zweitgrößte Sklavenhalter Amerikas. 1852 besaß er 1092 Sklaven; im Jahr 1860 war deren Zahl unter der Verwaltung seines Sohnes Joshua Ward auf 1130 angestiegen. Ihm gehörten die Reis-Plantagen Brookgreen, Longwood, Springfield, Prospect Hill, Alderly und Oryzantia, alle am Waccamaw gelegen, zusammen mit den Sommersitzen Magnolia und Retreat auf Pawleys Island und ein repräsentatives Wohnhaus in der East Bay Street in Charleston. Ward betrachtete Sklaverei als ein gesetzmäßiges Recht und eine wohltätige Einrichtung.
Ward war Mitglied der Demokratischen Partei. 1850 wurde er von der South Carolina General Assembly im All Saints Parish an der Seite von John Hugh Means zum Vizegouverneur seines Staates gewählt. Dieses Amt bekleidete er zwischen dem 13. Dezember 1850 und dem 9. Dezember 1852. Zudem war er Stellvertreter des Gouverneurs. Er starb am 27. Februar 1853, weniger als drei Monate nach dem Ende seiner Amtszeit als Vizegouverneur, auf der Brookgreen-Plantage. Diese steht heute unter Denkmalschutz.